# Erasure
Erasure é uma dupla britânica de synth-pop, formada  na cidade de Londres em 1985 pelo tecladista e guitarrista Vince Clarke e pelo vocalista Andy Bell.
Seus maiores sucessos são "A Little Respect", "Blue Savannah", "Stop!", "Drama!", "Chorus", "Love To Hate You", "Oh L'Amour", "Always", "Sometimes", "Ship of Fools" e "Star". Eles são populares entre a comunidade LGBT, para quem Bell, que é homossexual, se tornou um ícone. Erasure já gravou mais de duzentas canções e vendeu mais de 25 milhões de álbuns mundialmente.

## Discografia
| Título                                         | Ano                               |
| ---------------------------------------------- | --------------------------------- |
| Wonderland                                     | (1986)                            |
| The Circus                                     | (1987)                            |
| The Two-Ring Circus                            | (1987) - live e remixes           |
| The Innocents                                  | (1988)                            |
| Crackers International                         | (1988) - EP                       |
| Wild!                                          | (1989)                            |
| Chorus                                         | (1991)                            |
| Abba-esque                                     | (1992) - EP                       |
| Pop! The First 20 Hits                         | (1992) - coletânea                |
| I Say I Say I Say                              | (1994)                            |
| Erasure                                        | (1995)                            |
| Cowboy                                         | (1997)                            |
| Loveboat                                       | (2000)                            |
| Other People's Songs                           | (2003)                            |
| Hits! The Very Best of Erasure                 | (2003) - coletânea                |
| Nightbird                                      | (2005)                            |
| Union Street                                   | (2006) - acústico                 |
| Acoustic Live                                  | (2006) - live acústico 19/04/2006 |
| Light At The End Of The World                  | (2007)                            |
| Live At The Royal Albert Hall                  | (2007) - live 25/09/2007          |
| Pop! Remixed                                   | (2009)                            |
| Total Pop! The First 40 Hits                   | (2009) - coletânea                |
| Tomorrow's World                               | (2011)                            |
| Tomorrow's World Tour (Live At The Roundhouse) | (2011) - live 25/10/2011          |
| Snow Globe                                     | (2013)                            |
| The Violet Flame                               | (2014)                            |
| Always - The Very Best of Erasure              | (2015) - coletânea                |
| World Be Gone                                  | (2017)                            |
| World Beyond                                   | (2018)                            |
| World Be Live                                  | (2018)                            |
| The Neon                                       | (2020)                            |
| The Neon (Live)                                | (2022)                            |
| Day Glo- Based on a True History               | (2022)                            |

### Singles
| Ano  | Single                                                             | Álbum                         |
| ---- | ------------------------------------------------------------------ | ----------------------------- |
| 1985 | Who Needs Love Like That?                                          | Wonderland                    |
| 1985 | Heavenly Action                                                    | Wonderland                    |
| 1986 | Oh L'Amour                                                         | Wonderland                    |
| 1986 | Sometimes                                                          | The Circus                    |
| 1986 | It Doesn´t Have To Be                                              | The Circus                    |
| 1987 | Victim Of Love                                                     | The Circus                    |
| 1987 | The Circus                                                         | The Circus                    |
| 1988 | Ship Of Fools                                                      | The Innocents                 |
| 1988 | Chains Of Love                                                     | The Innocents                 |
| 1988 | A Little Respect                                                   | The Innocents                 |
| 1988 | Stop!                                                              | Crackers International        |
| 1989 | Drama!                                                             | Wild!                         |
| 1989 | You Surround Me                                                    | Wild!                         |
| 1990 | Blue Savannah                                                      | Wild!                         |
| 1990 | Star                                                               | Wild!                         |
| 1991 | Chorus                                                             | Chorus                        |
| 1991 | Love To Hate You                                                   | Chorus                        |
| 1991 | Am I Right?                                                        | Chorus                        |
| 1992 | Breath Of Life                                                     | Chorus                        |
| 1992 | Take A Chance On Me                                                | Abba-esque                    |
| 1992 | Who Needs Love Like That (Hamburg mix)                             | Wonderland                    |
| 1994 | Always                                                             | I Say I Say I Say             |
| 1994 | Run To The Sun                                                     | I Say I Say I Say             |
| 1994 | I Love Saturday                                                    | I Say I Say I Say             |
| 1995 | Stay With Me                                                       | Erasure                       |
| 1995 | Fingers and Thumbs (Cold Summer´s Day)                             | Erasure                       |
| 1996 | Rock Me Gently                                                     | Erasure                       |
| 1997 | In My Arms                                                         | Cowboy                        |
| 1997 | Don´t Say Your Love Is Killing Me                                  | Cowboy                        |
| 1997 | Rain                                                               | Cowboy                        |
| 2000 | Freedom -                                                          | Loveboat                      |
| 2000 | Moon & The Sky                                                     | Loveboat                      |
| 2003 | Solsbury Hill                                                      | Other People's Songs          |
| 2003 | Make Me Smile (Come Up and See Me)                                 | Other People's Songs          |
| 2003 | Oh L'Amour (August Mix)                                            | Wonderland                    |
| 2005 | Breathe                                                            | Nightbird                     |
| 2005 | Don´t Say You Love Me                                              | Nightbird                     |
| 2005 | Here I Go Impossible Again/All This Time Still Falling Out Of Love | Nightbird                     |
| 2006 | Boy                                                                | Union Street                  |
| 2007 | I Could Fall In Love With You                                      | Light At The End Of The World |
| 2007 | Sunday Girl                                                        | Light At The End Of The World |
| 2007 | Storm Chaser                                                       | Light At The End Of The World |
| 2009 | Phantom Bride                                                      | The Innocents (remaster 2009) |
| 2011 | When I Start To (Break It All Down)                                | Tomorrow's World              |
| 2011 | Be With You                                                        | Tomorrow's World              |
| 2012 | Fill Us With Fire                                                  | Tomorrow's World              |
| 2013 | Gaudete                                                            | Snow Globe                    |
| 2014 | Make it Wonderful                                                  | Snow Globe                    |
| 2014 | Elevation                                                          | The Violet Flame              |
| 2014 | Reason                                                             | The Violet Flame              |
| 2015 | Sacred                                                             | The Violet Flame              |
| 2015 | Sometimes 2015                                                     | The Very Best of Erasure      |
| 2017 | Love You to the Sky                                                | World Be Gone                 |
| 2017 | World Be Gone                                                      | World Be Gone                 |
| 2018 | Just A Little Love                                                 | World Be Gone                 |
| 2020 | Hey Now (think i've gotta a feeling)                               | The Neon                      |
| 2020 | Nerves of Steel                                                    | The Neon                      |

## Filmografia

### VHS
- Live At The Seaside, (1987)
- The Innocents - Live, (1989)
- Wild ! - Live, (1990)
- Pop ! The First 20 Hits, (1992)
- The Tank, The Swan And The Balloon, (1993)
- EPK - Erasure 1995-96, (1996)
- The Tiny Tour, (1998)

### DVD
- Sanctuary - The Eis Christmas Concert 2002, (2003)
- Hits ! The Videos, (2003)
- The Tank, The Swan & The Balloon, (2004)
- Great Hits Live (Live At Great Woods), (2005)
- The Erasure Show - Live In Cologne, (2005)
- On The Road To Nashville, (2007)
- Live At The Royal Albert Hall, (2008)

## Prêmios e indicações
| Ano  | Prêmio                           | Trabalho            | Categoria                               | Resultado | Ref.   |
| ---- | -------------------------------- | ------------------- | --------------------------------------- | --------- | ------ |
| 1986 | Billboard Music Awards           | Eles mesmos         | Top Dance Club Play Artist              | Indicado  | [ 5 ]  |
| 1986 | Billboard Music Awards           | "Oh L'Amour"        | Top Dance Club Play Single              | Indicado  | [ 5 ]  |
| 1987 | Billboard Music Awards           | Eles mesmos         | Top Dance Club Play Artist              | Indicado  | [ 6 ]  |
| 1987 | Billboard Music Awards           | "Victim of Love"    | Top Dance Club Play Single              | Indicado  | [ 6 ]  |
| 1988 | Billboard Music Awards           | "Chains of Love"    | Top Dance Sales Single                  | Indicado  | [ 7 ]  |
| 1989 | Ivor Novello Awards              | "A Little Respect"  | Best Contemporary Song                  | Indicado  | [ 8 ]  |
| 1989 | Brit Awards                      | Eles mesmos         | Best British Group                      | Venceu    | [ 9 ]  |
| 1989 | Smash Hits Poll Winners Party    | Eles mesmos         | Best Group                              | Indicado  | [ 10 ] |
| 1990 | Smash Hits Poll Winners Party    | Eles mesmos         | Best Group                              | Indicado  | [ 11 ] |
| 1990 | Smash Hits Poll Winners Party    | Wild!               | Best LP                                 | Indicado  | [ 11 ] |
| 1990 | Smash Hits Poll Winners Party    | Andy Bell           | Most Fanciable Male                     | Indicado  | [ 11 ] |
| 1991 | Ivor Novello Awards              | "Blue Savannah"     | Most Performed Work                     | Venceu    | [ 12 ] |
| 1992 | Mercury Prize                    | Chorus              | Album of the Year                       | Indicado  | [ 13 ] |
| 1993 | Hungarian Music Awards           | Eles mesmos         | Concert of the Year by a foreign artist | Indicado  | [ 14 ] |
| 1993 | Pollstar Concert Industry Awards | Tour                | Small Hal Tour of the Year              | Indicado  | [ 15 ] |
| 1993 | Pollstar Concert Industry Awards | Tour                | Most Creative Stage Production          | Indicado  | [ 15 ] |
| 1994 | Smash Hits Poll Winners Party    | "Always"            | Best Pop Video                          | Indicado  | [ 16 ] |
| 2015 | AIM Independent Music Awards     | Eles mesmos         | Best Live Act                           | Indicado  | [ 17 ] |
| 2017 | AIM Independent Music Awards     | From Moscow to Mars | Special Catalogue Release of the Year   | Indicado  | [ 18 ] |
| 2018 | AIM Independent Music Awards     | Eles mesmos         | Best Live Act                           | Venceu    | [ 19 ] |